# ČSD E 469.5 sorozat
A ČSD E 469.5 sorozat egy csehszlovák Bo’Bo’ + Bo’Bo’ tengelyelrendezésű, 3 kV DC áramrendszerű, kétszekciós villamosmozdony-sorozat volt. A Škoda gyártotta 1975-ben. Összesen 22 db készült belőle. Az ország felbomlása után a mozdonyok a ŽSSK-hoz kerültek, mint ŽSSK 125.8 sorozat.